# Dolonagrion fulvellum
Dolonagrion fulvellum là một loài chuồn chuồn kim trong họ Coenagrionidae.
Dolonagrion fulvellum được Selys miêu tả khoa học năm 1876.